# Willkommen in Kölleda
Willkommen in Kölleda ist eine deutsche Fernseh-Komödie aus dem Jahr 2012.

## Handlung
Die Managerin Carla Schneider soll im Auftrag des globalen Lehnert-Konzerns eine zugehörige Pfefferminzproduktion im thüringischen Kölleda abwickeln, bevor sie die Leitung eines wesentlich günstigeren Minzewerks in China übernehmen soll. Um ungute Presse zu vermeiden, soll sie den Sprecher der örtlichen Ackerminzebauern, Simon Vorberg, mit einer bedeutenden Zuwendung dafür kaufen, die Abwicklung sozialverträglich zu übernehmen.
Infolge mehrerer Verwicklungen muss Carla ein Gästezimmer auf dem Hof von Simon Vorberg bewohnen, auf dem er als Witwer mit seinen beiden Kindern Max und Ronja lebt. Simon ist seinerseits vom Leiter der Mühle beauftragt worden, Carla einzuwickeln und ihr die Schließung des Werkes moralisch zu erschweren. Dies gelingt allerdings Simons Kindern zuerst, die Carla schnell ins Herz schließen, doch bald entwickelt sich auch die anfängliche Abneigung zwischen den Erwachsenen zur Sympathie. 
Mehrmals versucht Carla, ihren eigentlichen Auftrag zur Abwicklung des Werkes durchzuziehen, scheitert aber zunehmend an ihrem Mitgefühl, was sie in Konflikt mit der Konzernleitung bringt. Simon bringt sie dazu, sich an der harten Erntearbeit körperlich zu beteiligen, und zahlt ihr am Abend 1,13 € aus – das wäre der Gewinn eines Arbeitstages, wenn der Ankaufspreis nach ihren Vorstellungen gedrückt würde. Ihr Vorschlag an Lehnert, den Bauern moderne Maschinen zur Verfügung zu stellen, um eine größere Ackerfläche effizienter bewirtschaften zu können, wird abgeschmettert. Auf einem Dorffest ist sie von den Köstlichkeiten beeindruckt, die die unterschiedlichen Familien nach Hausrezepten aus ihrer Minze herstellen; Simon stellt ihr die einzelnen Leute und deren wirtschaftliche Situationen vor. Doch als Carla Ronja auf ihr Bitten gegen Simons Willen zu einem Casting anmeldet, bei dem sie sich nur blamieren kann, und Simon zufällig Carlas eigenen Auftrag mitbekommt, wirft er sie von seinem Hof.
Nach dem erwartungsgemäß misslungenen Casting übernachtet die enttäuschte Ronja bei Carla, die ihr Mut zuspricht, weiter nach ihrer eigentlichen Begabung zu suchen. Da kommt Carla die Idee, wie das Minzwerk in Kölleda erhalten werden kann. Sie macht der gesamten Belegschaft den Vorschlag, das Werk gemeinsam dem Konzern abzukaufen und auf die Produktion ihrer familiären Köstlichkeiten umzustellen; sie selbst als gute Managerin sei dazu bereit, die Umstellung unbezahlt zu leiten. Nach kurzem Bedenken erntet sie Applaus und quartiert sich wiederum bei Simon ein.

## Hintergrund

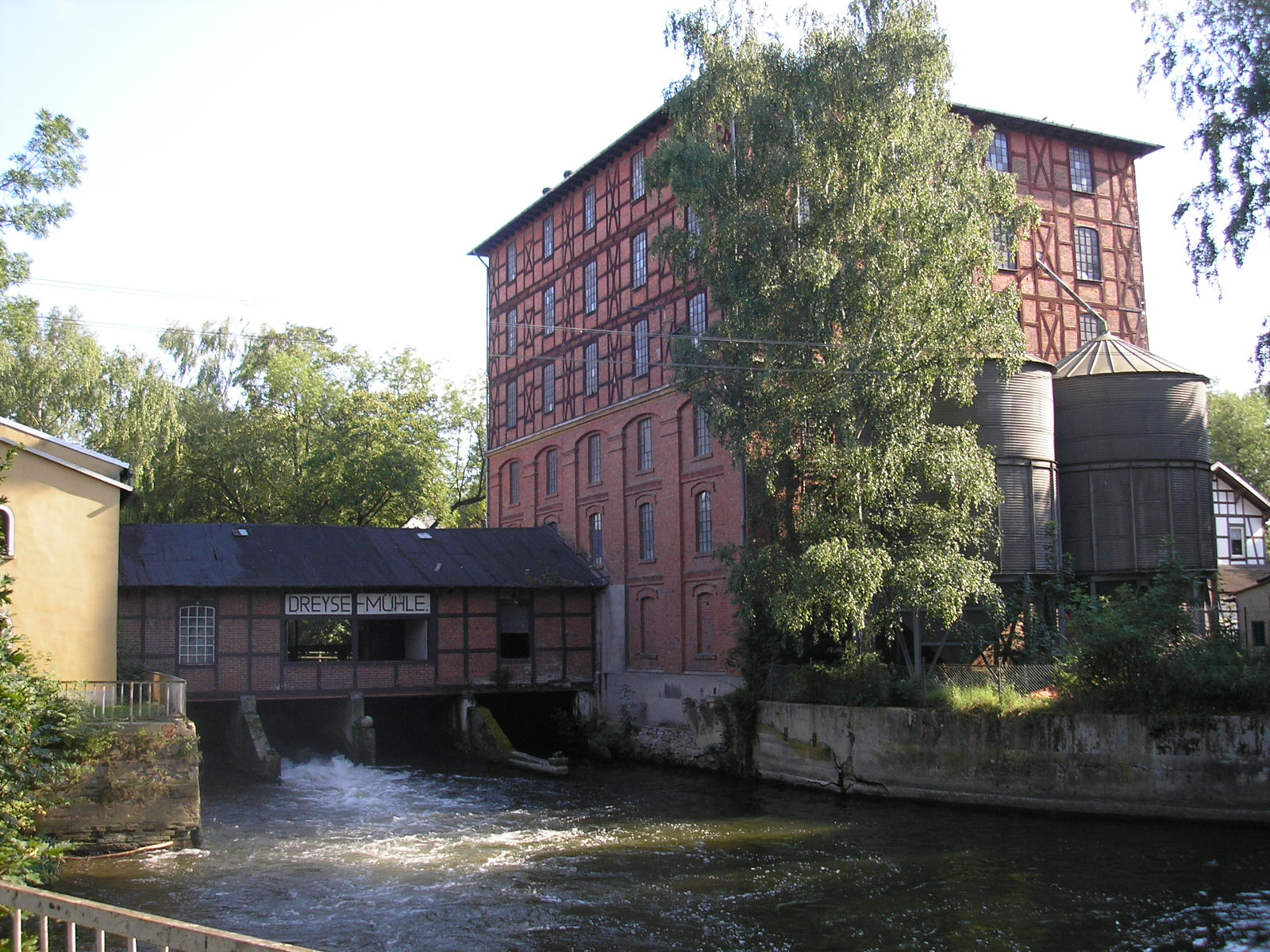
Die Dreyse-Mühle in Sömmerda

Der Film wurde vom 8. Juli bis 5. August 2010 in Erfurt und Umgebung gedreht. Aufnahmen fanden auch in Leipzig und insbesondere in Troistedt und Tiefengruben statt, als Kulisse für die Gewürzfabrik diente die Dreyse-Mühle in Sömmerda. Die Fernseherstausstrahlung war am 1. Mai 2012 in Das Erste. Dabei wurde der Film von 6,12 Mio. Zuschauern gesehen, was einem Marktanteil von 18,7 Prozent entsprach.

## Kritiken
„Konventionelle (Fernseh-)Liebesgeschichte aus der deutschen Provinz.“

„Liebenswerte Figuren und etwas Selbstironie machen den Schwank erträglich – ohne Soap-Elemente geht es aber nicht. Na ja, dank Minze noch halbwegs frisch.“

„Um Himmels willen – Janina Hartwig als knallharte Managerin? Natürlich dauert es nicht lange, bis der bodenständige Simon mit Pfefferminz ihr Prinz wird und die ganze Geschichte den üblichen Irrungen und Wirrungen des Genres folgt. Inklusive eines Appells an alle Malocher, doch einfach mal die Selbstständigkeit zu versuchen. Arbeitskampf und Klassenbewusstsein sehen freilich anders aus. Einen Extrapunkt gibt’s allerdings für die kleine Lucy Ella von Scheele als Simons Tochter Ronja und ihren Mut zur gekonnt falschesten Interpretation des Klassikers „Que sera, sera“, die je zu hören war!“

„Abwicklung eines thüringischen Gewürzstädtchens unter Anbahnung neuen Liebe [sic!]. „Willkommen in Kölleda“ bedient gängige Komödienmuster, tut dies aber so sympathisch und mit so vielen liebevollen Nebengeschichten, dass man diesem Kölleda, Janina Hartwig und Francis Fulton-Smith nur Gutes wünscht. Frische Kamera, stimmungsvolle Songs!“